# Bruno Radotić
Bruno Radotić (* 28. Juni 1983) ist ein kroatischer Radrennfahrer.
Radotić wurde zweimal kroatischer Landesmeister: Im Jahr 2009 im Einzelzeitfahren und im Jahr 2014 im Cyclocross. Seine beste Platzierung bei kroatischen Meisterschaften im Straßenrennen gelang ihm 2017, als er die Bronzemedaille gewann.

## Erfolge
2009
- Kroatischer Meister – Einzelzeitfahren

2014
- Kroatischer Meister – Cyclocross

## Teams
- 2010 Meridiana Kamen Team
- 2011 Meridiana Kamen Team
- 2012 Meridiana Kamen Team